# 6-та фольксгренадерська дивізія (Третій Рейх)
6-та фольксгренадерська дивізія (Третій Рейх) (нім. 6. Volks-Grenadier-Division) — гренадерська піхотна дивізія Вермахту за часів Другої світової війни.

## Історія
6-та фольксгренадерська дивізія була створена 9 жовтня 1944 року шляхом перейменування 6-ї гренадерської дивізії.

## Райони бойових дій
- СРСР (центральний напрямок) (жовтень — грудень 1944);
- Польща (грудень 1944 — січень 1945).

## Командування

### Командири
- генерал-лейтенант Отто-Герман Брюкер (нім. Otto-Hermann Brücker) (9 жовтня 1944 — січень 1945).

## Нагороджені дивізії
Нагороджені дивізії
|  | Кавалери Золотого Німецького Хреста          | 2 |
|  | Кавалери Лицарського хреста Залізного хреста | 2 |